# Муфтик, Півчеревичок і Мохобородько
«Муфтик, Півчеревичок і Мохобородько» (ест. Naksitrallid) — дитяча повість-казка естонського письменника Ено Рауда, лауреата Літературної премії Естонської РСР ім. Ю. Смуула. Цикл видався у кількох книгах, був написаний у період 1972–1982 рр. Головні герої казки — троє так званих «наксітралів» (Naksitrallid) — кумедні чоловічки Муфтик, Півчеревичок та Мохобородько.

## Персонажі
- Муфтик (Muhv). Автомобільний кочівник. Звичайним одягом не користується. Завжди одягнений у товсту муфту, яка застібається на блискавку і закриває його з голови до ніг так, що видно тільки його маківку і п'яти. Володіє автофургоном червоного кольору. Має собаку на прізвисько «Комір». Складає вірші.
- Півчеревичок (Kingpool). Чоловічок, у якого взуттям слугують черевики з обрізаними носами, бо в них зручніше ворушити пальцями ніг (робить це навіть уві сні).
- Мохобородько (Sammalhabe). Має незвичайну бороду з м'якого оленячого моху, в якій ростуть ягоди брусниці. Майже завжди спить просто неба. Переконаний прихильник захисту природи і дбайливого ставлення до неї. Часто міркує на серйозні теми (охорона довкілля, охорона здоров'я, суспільні відносини тощо.)

## Нагороди
За першу книгу серії про наксітралів у 1974 році Ено Рауд був нагороджений Почесним дипломом міжнародної літературної премії імені Ганса Крістіана Андерсена.